# Židovský hřbitov v Karlových Varech
Židovský hřbitov v Karlových Varech se nachází ve čtvrti Drahovice v těsném sousedství Ústředního hřbitova, dříve katolického a evangelického. Byl založen v roce 1869 nebo 1870. Roku 1892 zde byla podle plánů Karla Hellera postavena hřbitovní kaple v maursko-orientálním stylu. Hřbitov zaujímá plochu 9 743 m2, na které se nachází přes 700 náhrobních kamenů.

## Historie

### Založení
Karlovarský židovský hřbitov byl založen v roce 1869, a to ještě před oficiálním vznikem Židovské náboženské obce Karlovy Vary, která byla ustanovena v témže roce, ale až 31. října. Podle jiného zdroje byl hřbitov založen až v roce 1870. Do té doby byli zemřelí, většinou lázeňští hosté židovského původu, pohřbíváni na hřbitově u Ondřejské kaple nebo v nedalekém Hroznětíně. Již od roku 1862 v Karlových Varech však působil Izraelitský humanistický spolek, který dne 20. března 1869 schválil zakoupení pozemku na úpatí Ottovy výšiny vedle evangelického hřbitova. První pohřeb se zde uskutečnil 21. května 1869, úmrtí však nebylo zapsáno v židovské matrice zemřelých pro Karlovy Vary, nýbrž pro Hroznětín. Takto nepřesně zaevidováno bylo celkem šest osob pohřbených na tomto hřbitově.
Původně se židovský hřbitov rozkládal na menší ploše a sousedil pouze se hřbitovem evangelickým. Později byl rozšířen až do současné podoby, kde jeho nová část sousedí s rovněž zvětšeným katolickým hřbitovem.

### Před druhou světovou válkou
Podle karlovarské matriky zemřelých se poslední pohřeb konal v září 1938. Předpokládá se však, že byly pohřbeny i další osoby, ale zatím se je nepodařilo v archivních záznamech dohledat. V rozmezí let 1869 až 1938 bylo podle matričních záznamů na hřbitově pohřbeno přes 2 176 osob. Je zde uvedeno i 38 osob, které byly v letech 1934 až 1938 zpopelněny v krematoriu v Rybářích.
Během Křišťálové noci v listopadu 1938 byl pravděpodobně poničen i karlovarský židovský hřbitov. Dne 9. října 1939 byla činnost Židovské náboženské obce Karlovy Vary oficiálně ukončena a pozemek hřbitova přešel do vlastnictví města. Vedlejší pozemek, který na židovský hřbitov navazoval, byl převeden tamtéž v květnu 1940.

### Po druhé světové válce
Po ukončení druhé světové války zaslal doktor Arnošt Wolf na Místní správní komisi v Karlových Varech požadavek, aby byly Židovské náboženské obci Karlovy Vary hřbitov a márnice navráceny. Tento akt byl pro židovskou náboženskou obec zpočátku problematický, protože během války zde bylo pohřbeno více než 320 osob, které nevyznávaly judaismus. Židé nesmí být pohřbeni společně s osobami jiného vyznání, a proto komise předpokládala, že by Židovská náboženská obec Karlovy Vary požadovala exhumaci těl na náklady města. Správa hřbitova tedy navrhla Místní správní komisi navrátit hřbitov s podmínkou, že finanční zátěž s tím spojená bude uhrazena Židovskou náboženskou obcí Karlovy Vary. Tento údaj však nesouhlasí s informacemi uloženými u Židovské obce Karlovy Vary. Ty uvádějí, že na židovském hřbitově bylo 25. dubna 1945 pohřbeno 205 osob z pochodu smrti. Mezi pochovanými byli též tři vězňové, kteří dříve zemřelé pohřbívali. Později byla jejich těla exhumována a v červnu 1945 pohřbena na karlovarském obecním hřbitově. Původní hromadný hrob je na židovském hřbitově označen; nachází se v jihovýchodní části pozemku.

## Současný stav
Na karlovarském židovském hřbitově je přes 700 náhrobních kamenů. Nejstarší náhrobky pocházejí z konce 19. století. Jsou zde pohřbeny významné osobnosti židovského obyvatelstva, ale i řada lázeňských hostů z různých zemí, jako byl otec bývalého vrchního rabína Richarda Federa. Hrobku v podobě kamenné pyramidy zde má rodina zakladatele sklárny Moser Ludwiga Löwi Mosera. Nachází se zde i jediná tumba, v níž je pohřben doktor Arnošt Wolf.

Seznam významných pohřbených viz níže.

### Obřadní síň
U vchodu do hřbitova byla v roce 1892 postavena v maursko-orientálním stylu hřbitovní kaple. Plány vypracoval karlovarský architekt a stavitel Karl Heller. Objekt slouží jako obřadní síň židovského hřbitova. V interiéru kaple se dochovala původní šablonová nástěnná i nástropní výmalba.

### Pomník obětem 1. světové války
Po 1. světové válce byl na hřbitově postaven pomník padlým židovským mužům města. Nalézá se hned u vstupní branky.

### Památník k uctění obětem šoa
V roce 1956 byl na místě vypálené Velké synagogy v Sadové ulici odhalen památník k uctění obětem šoa. V roce 1983 musel památník ustoupit výstavbě hotelu Družba a byl přemístěn na židovský hřbitov. Počátkem 21. století byl navrácen do Sadové ulice na malé prostranství před vilou Lauretta.

## Významné osobnosti zde pochované
Seznam zemřelých (řazen abecedně) a plán hřbitova:
- Josef Feder – † 19. června 1916 – otec bývalého vrchního zemského rabína Richarda Federa[6][4]
- Arthur Maier – † 8. října 1935 – sběratel umění, výrobce porcelánu, hoteliér
- Ludwig Löwi Moser – † 27. září 1916 – zakladatel sklárny Moser, představený židovské obce
- JUDr. Arnošt Wolf – jediná tumba na hřbitově

## Galerie

Židovský hřbitov v Karlových Varech v roce 2024
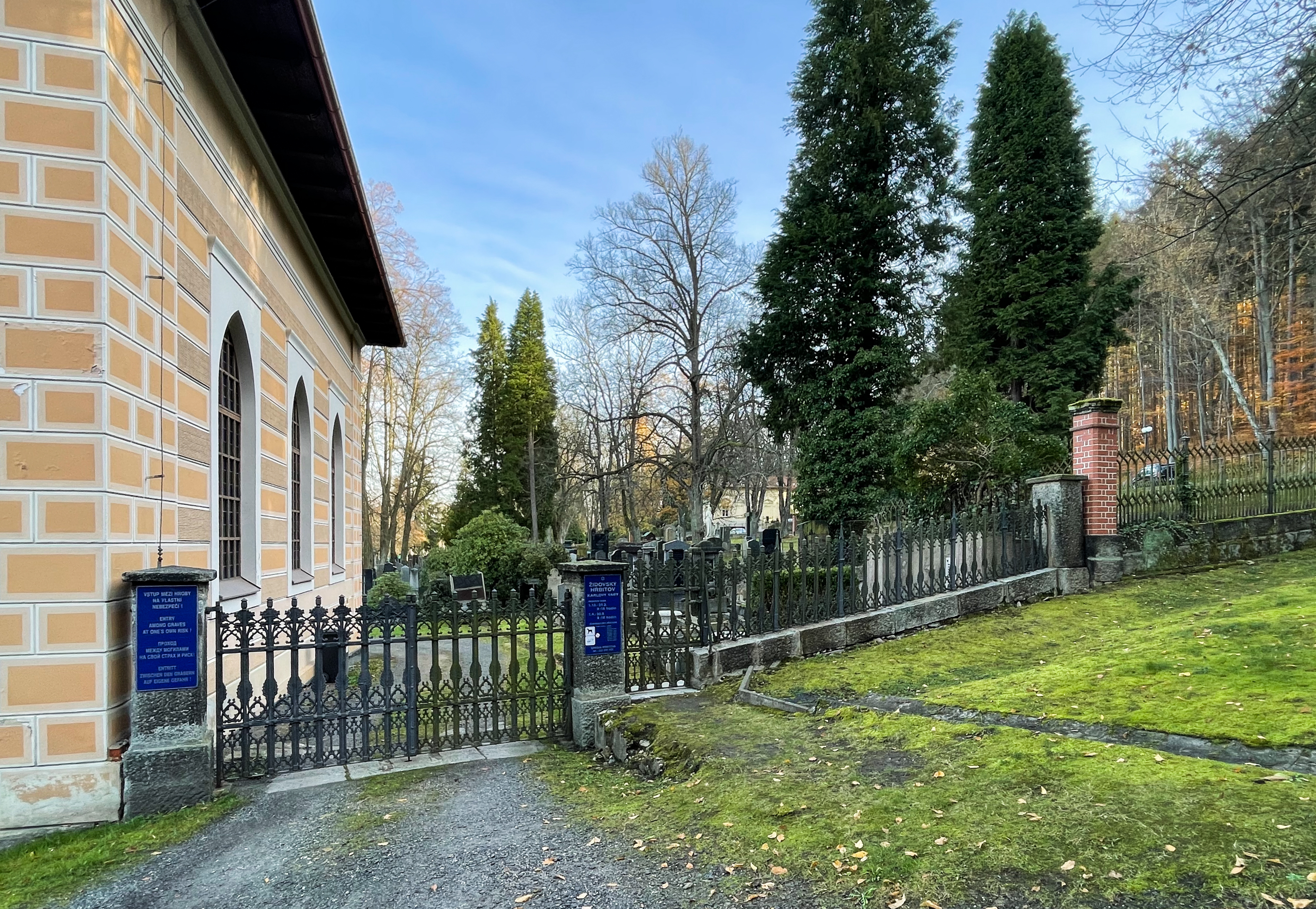
Vstup na hřbitov
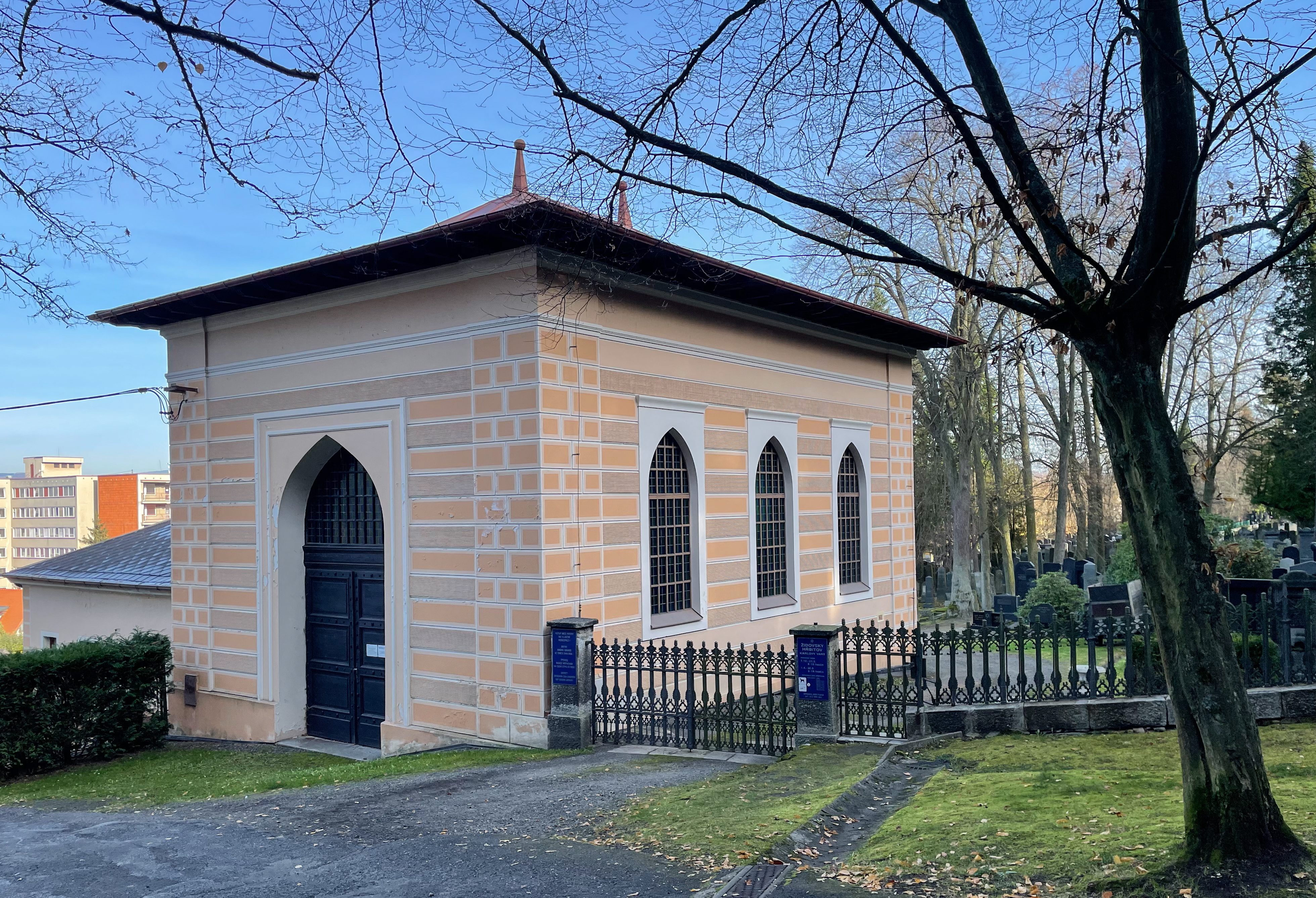
Hřbitovní kaple
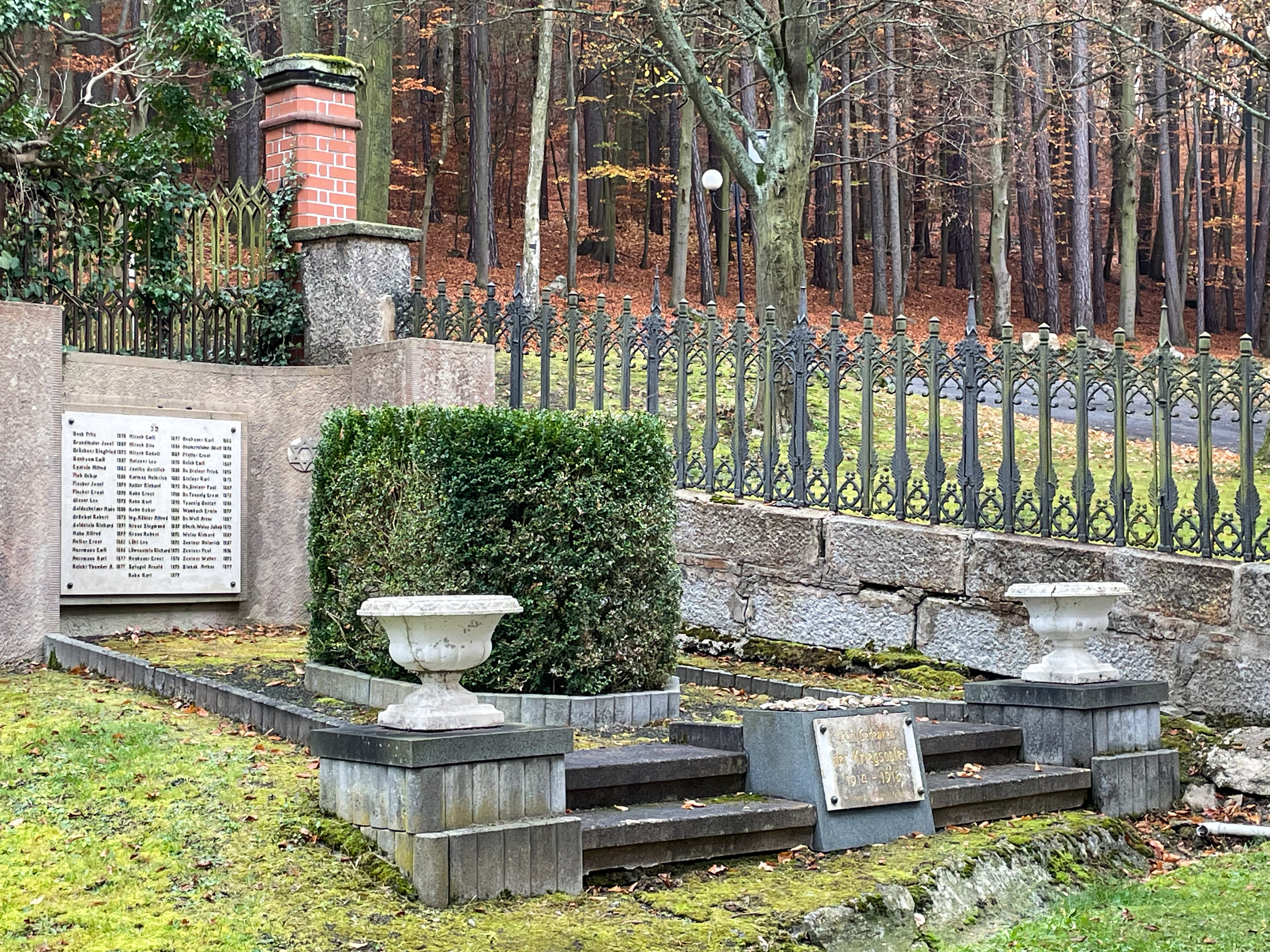
Pomník obětem 1. světové války
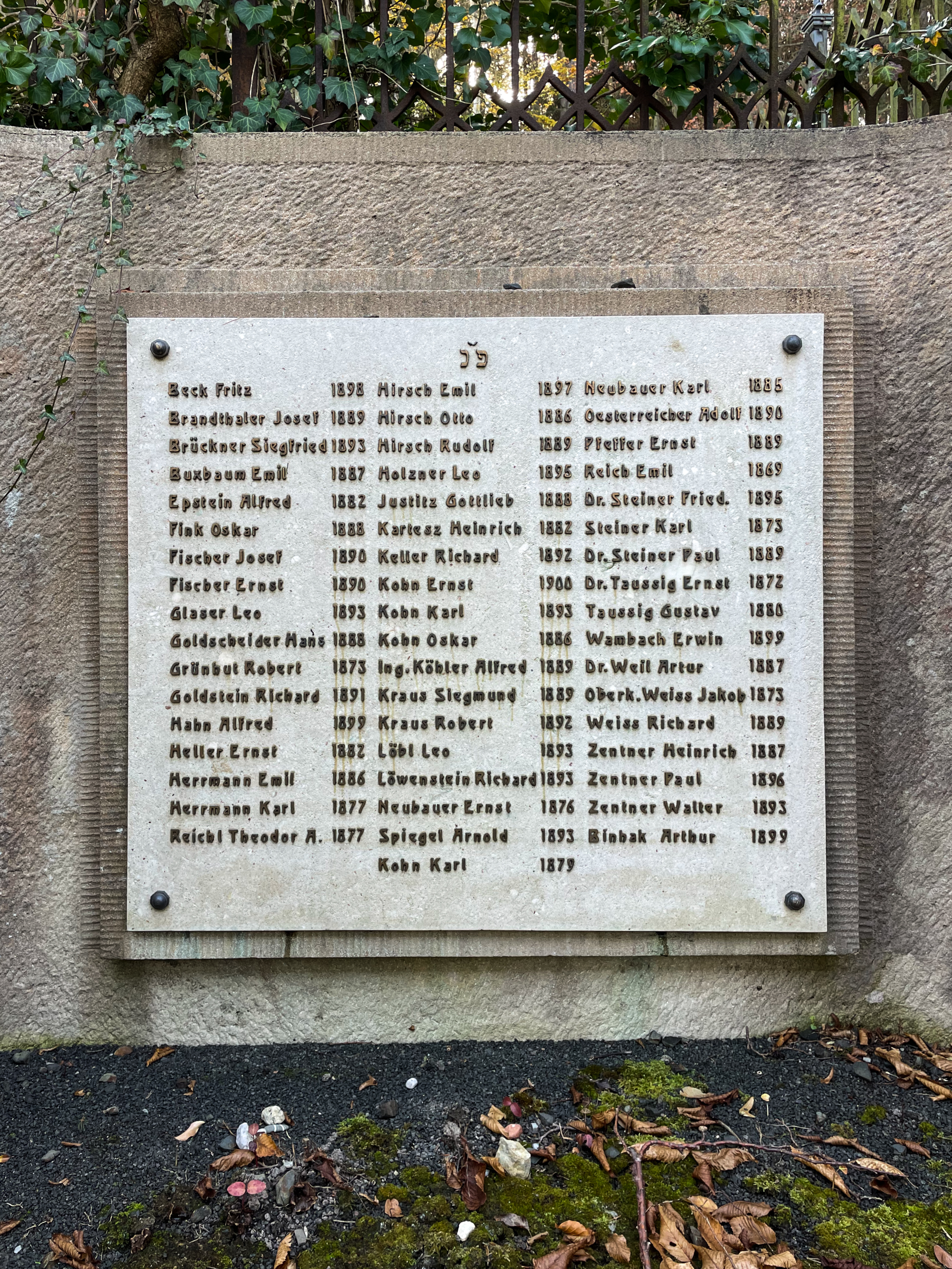
Jména padlých mužů s rokem narození na Pomníku obětem 1. světové války
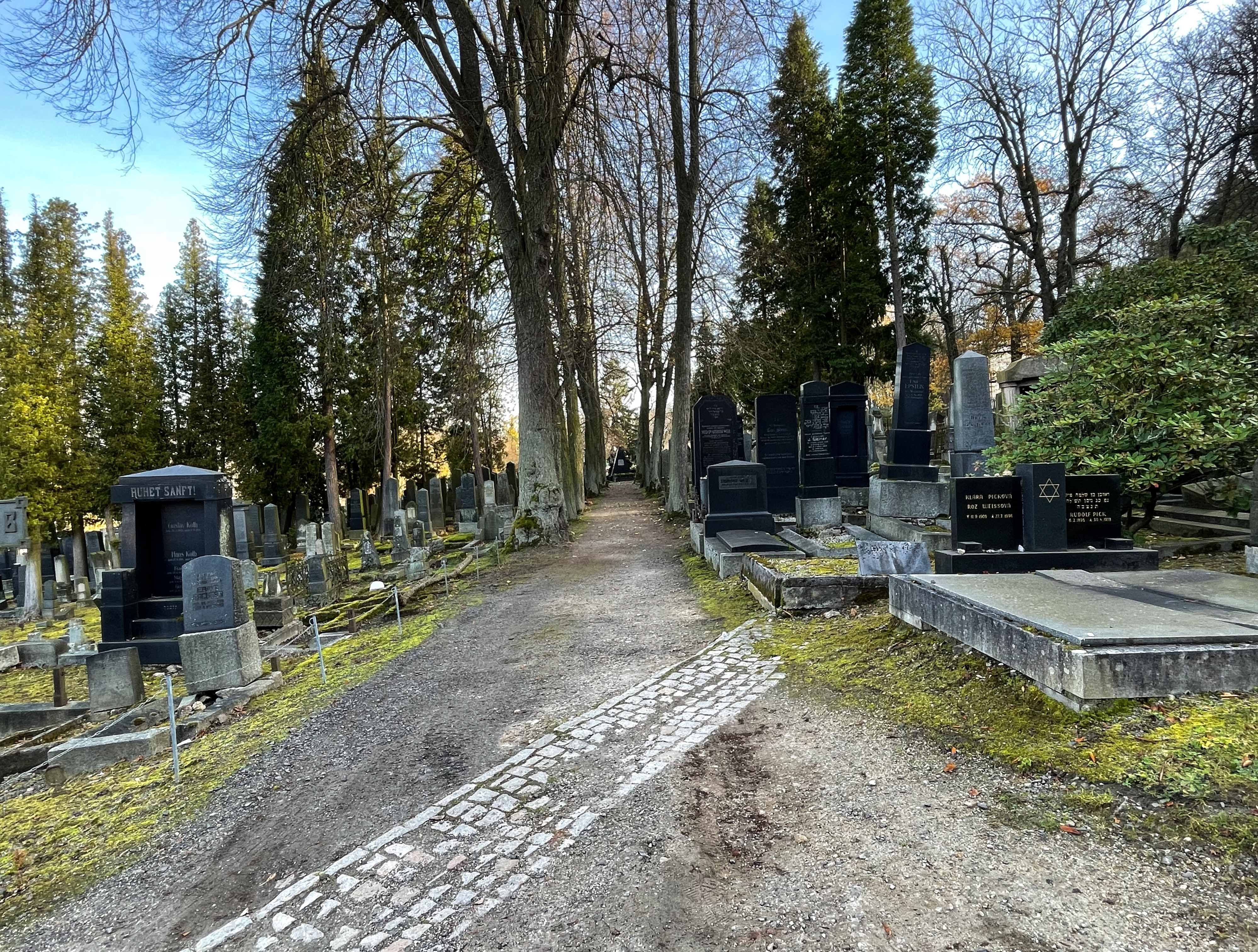
Hlavní cesta, v pozadí uprostřed rodinný hrob Ludwiga Löwi Mosera
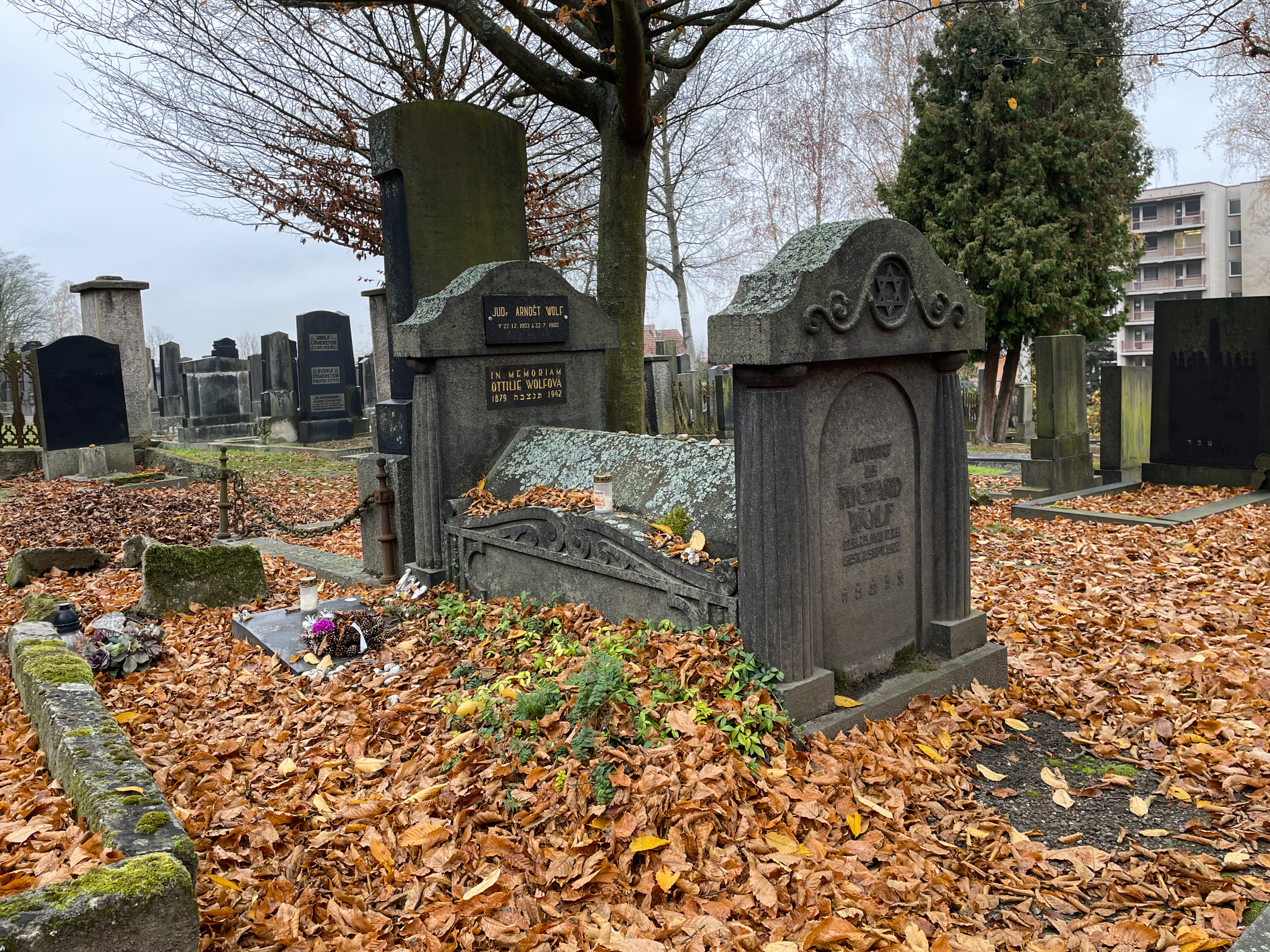
Rodinná hrobka doktora Arnošta Wolfa
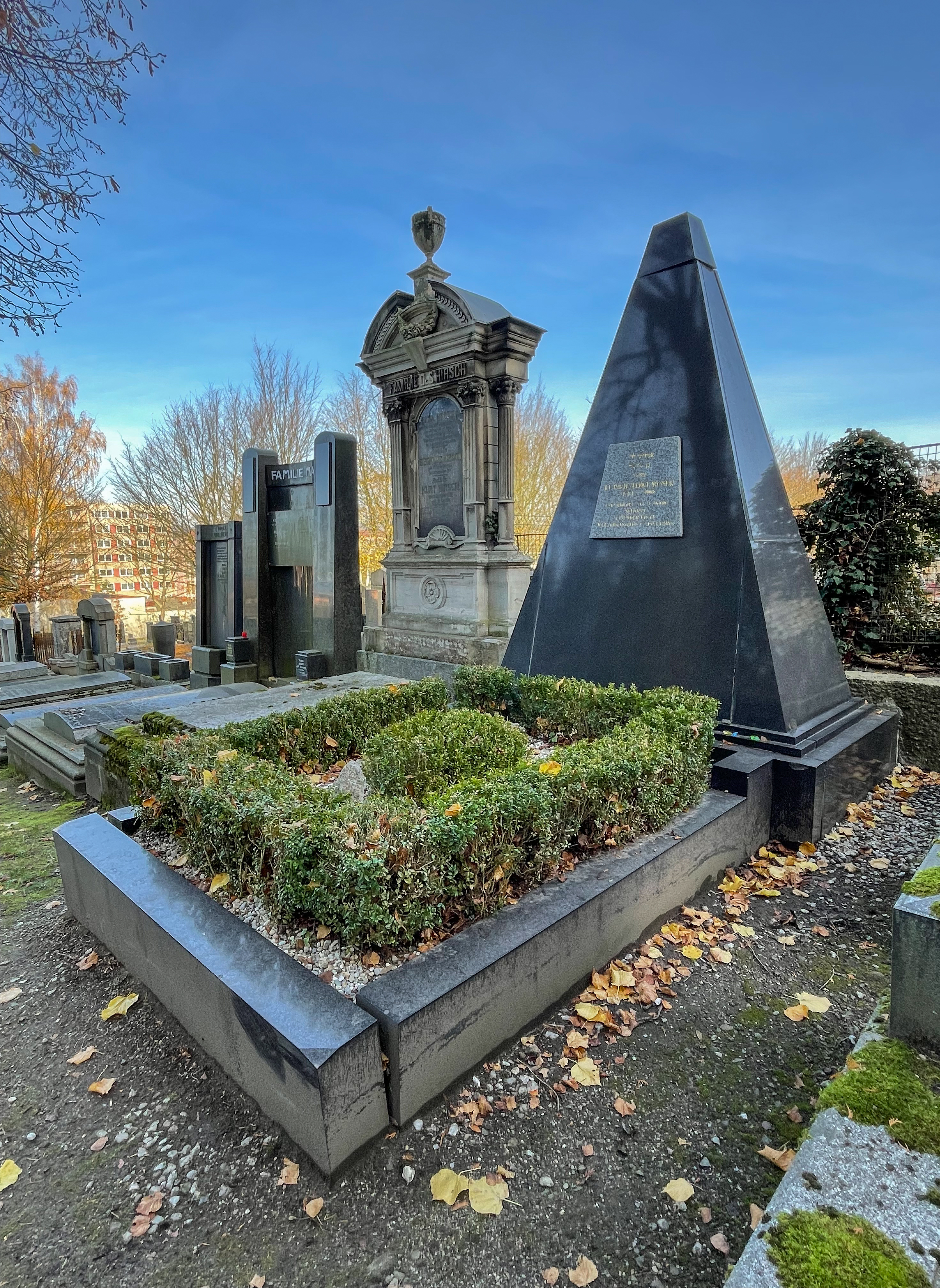
Hrob Ludwiga Löwi Mosera a jeho rodiny
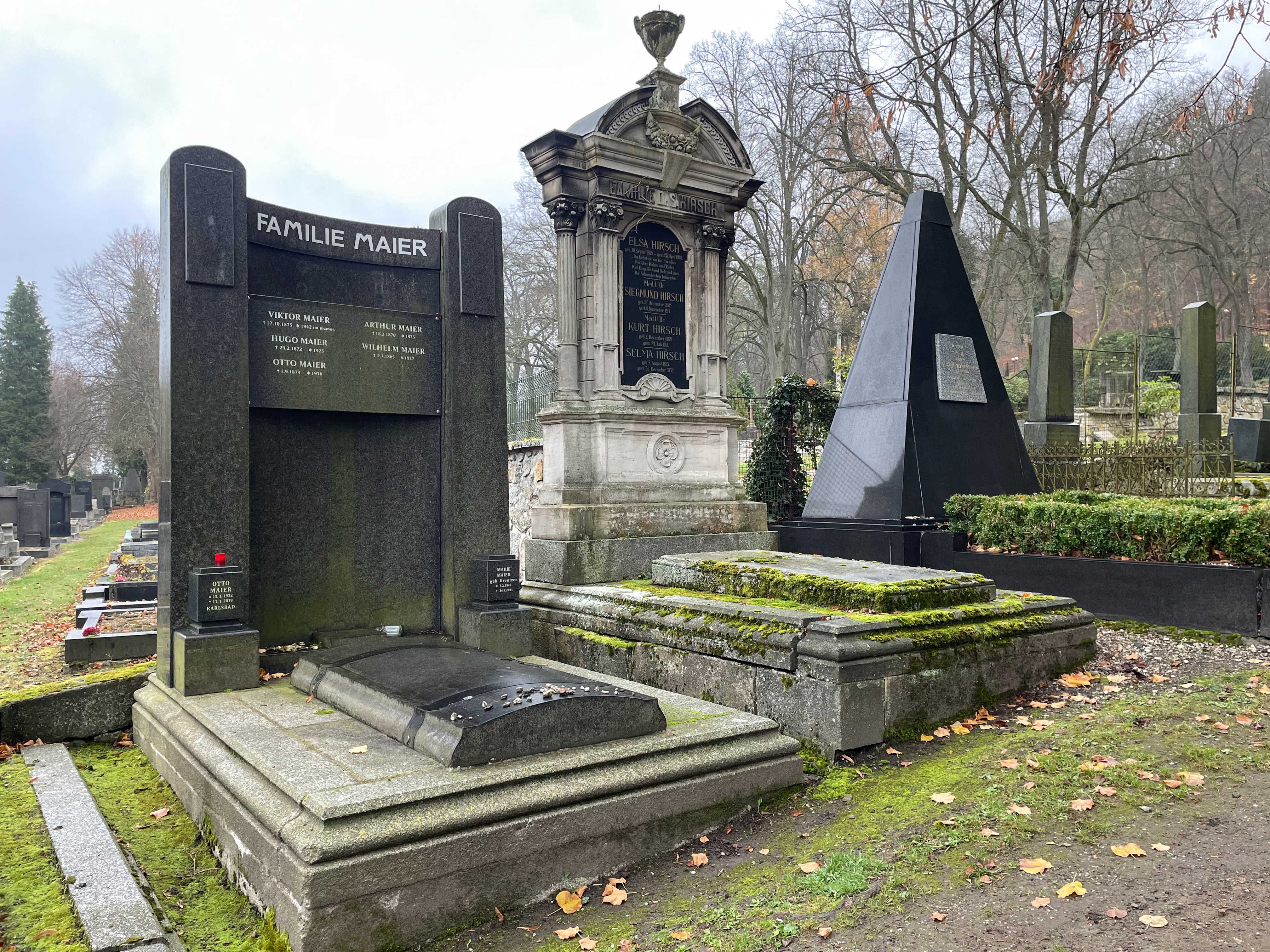
Hroby rodiny Arthura Maiera (vlevo) a Ludwiga Löwi Mosera (vpravo)
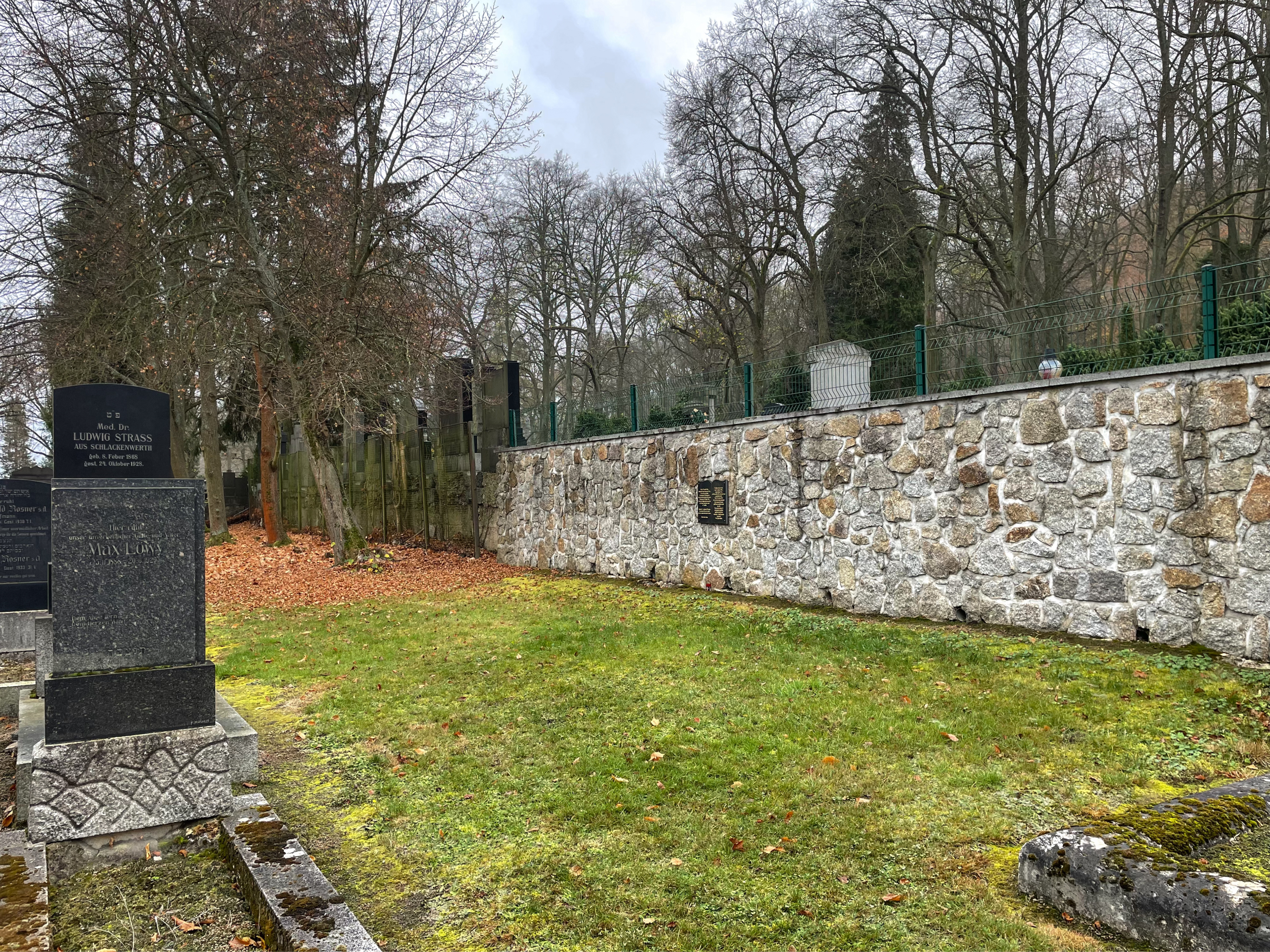
Místo původního hromadného hrobu
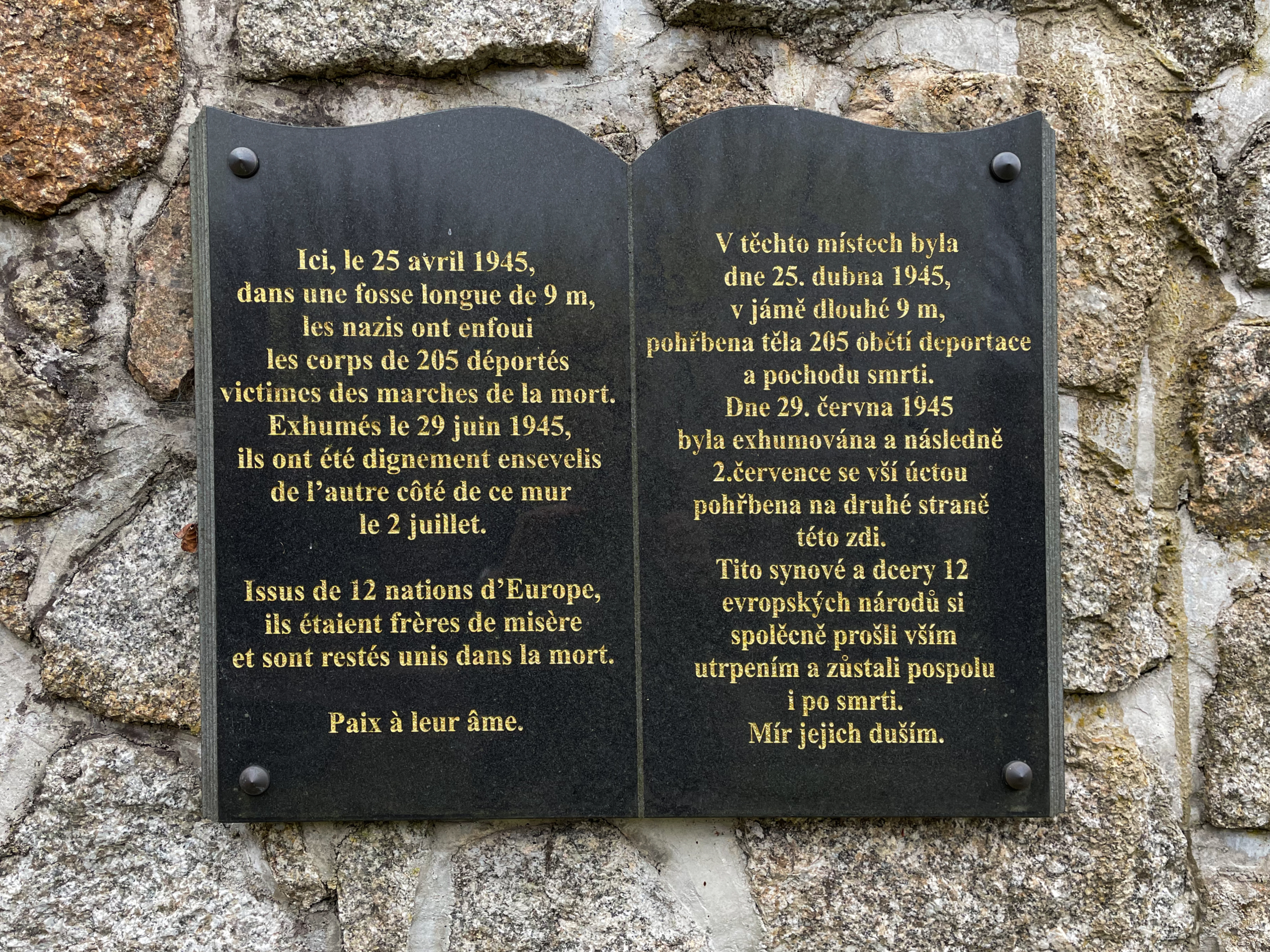
Pamětní deska na místě původního hromadného hrobu
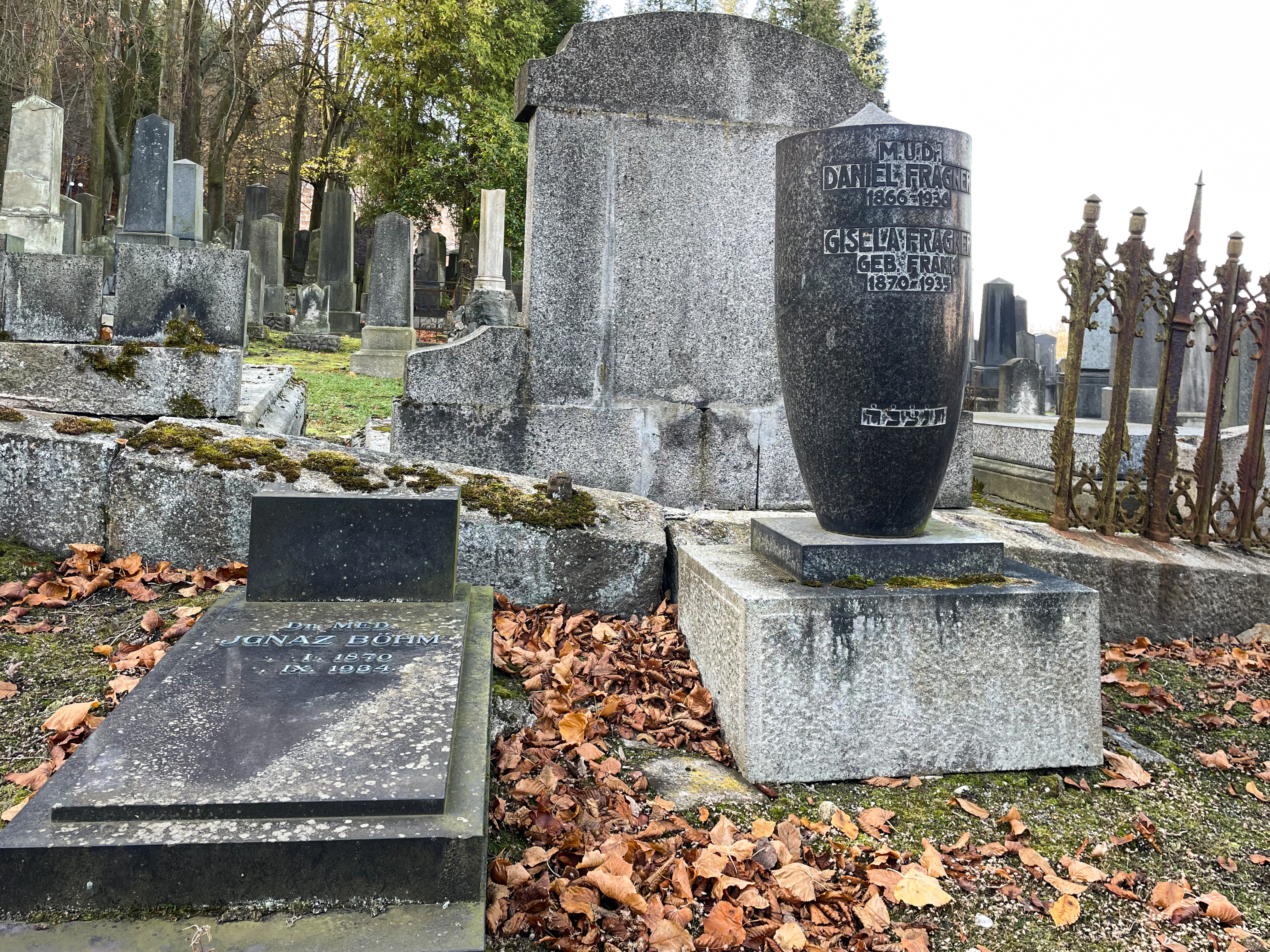
Hroby
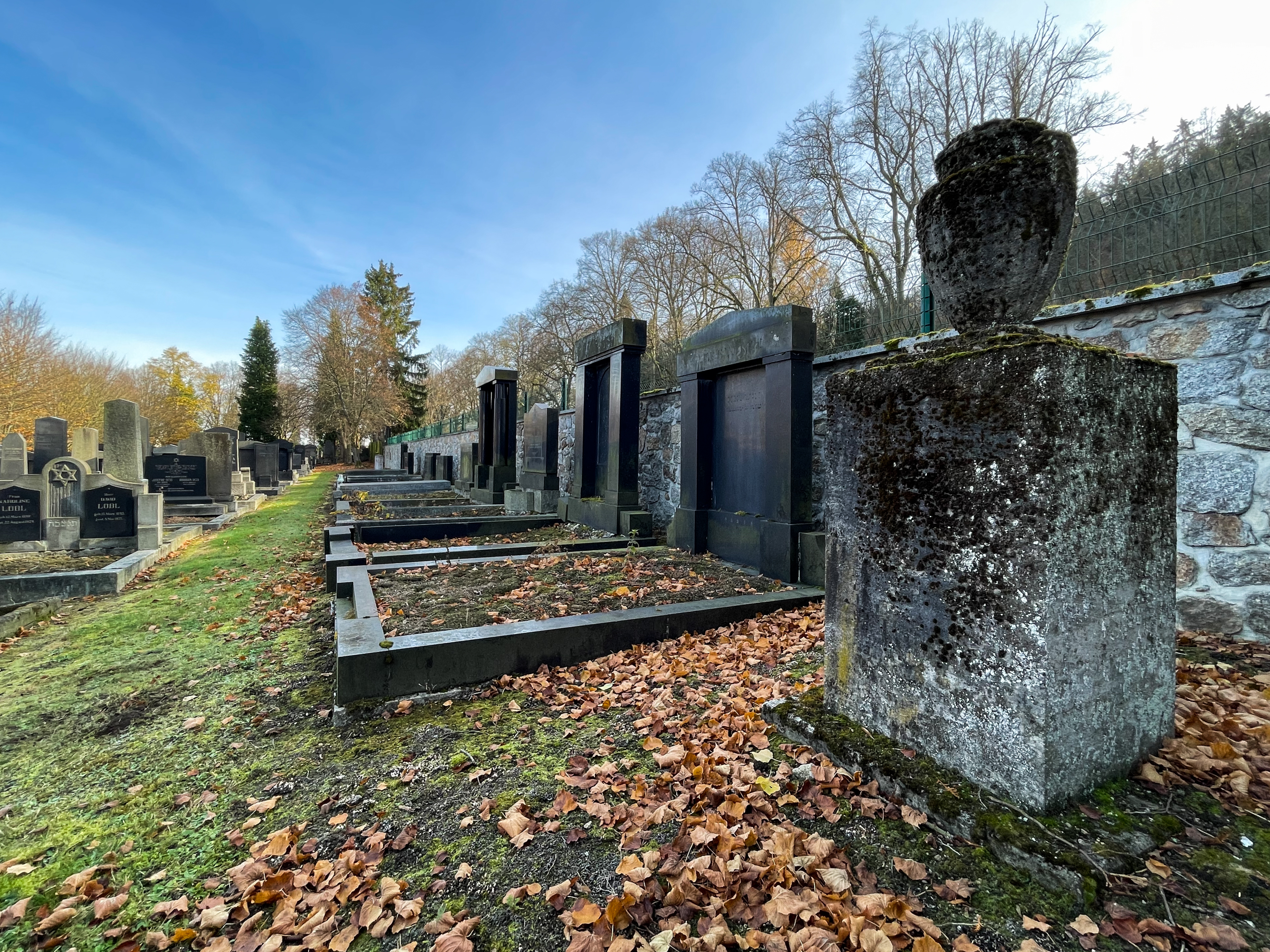
Hroby
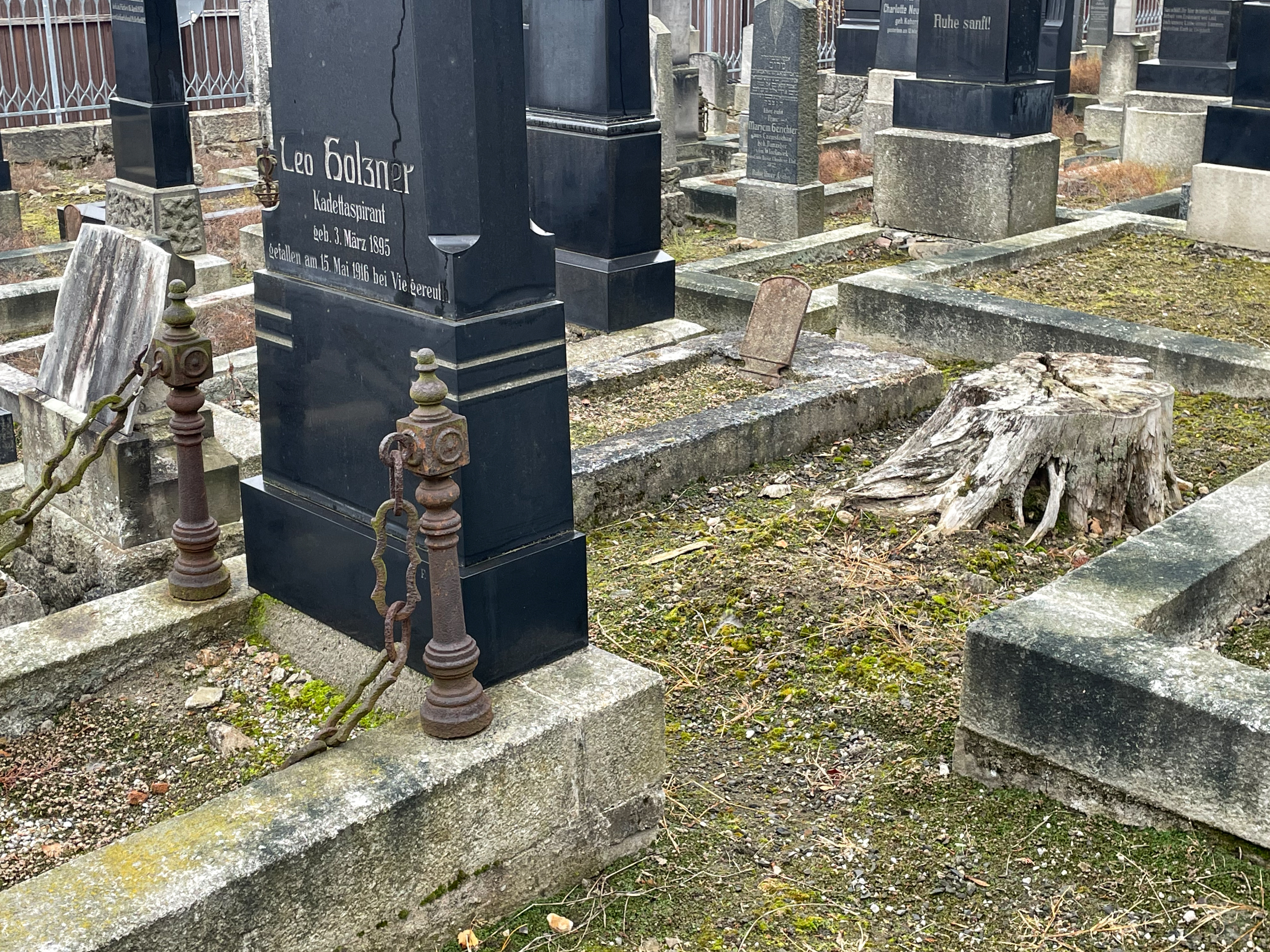
Hroby
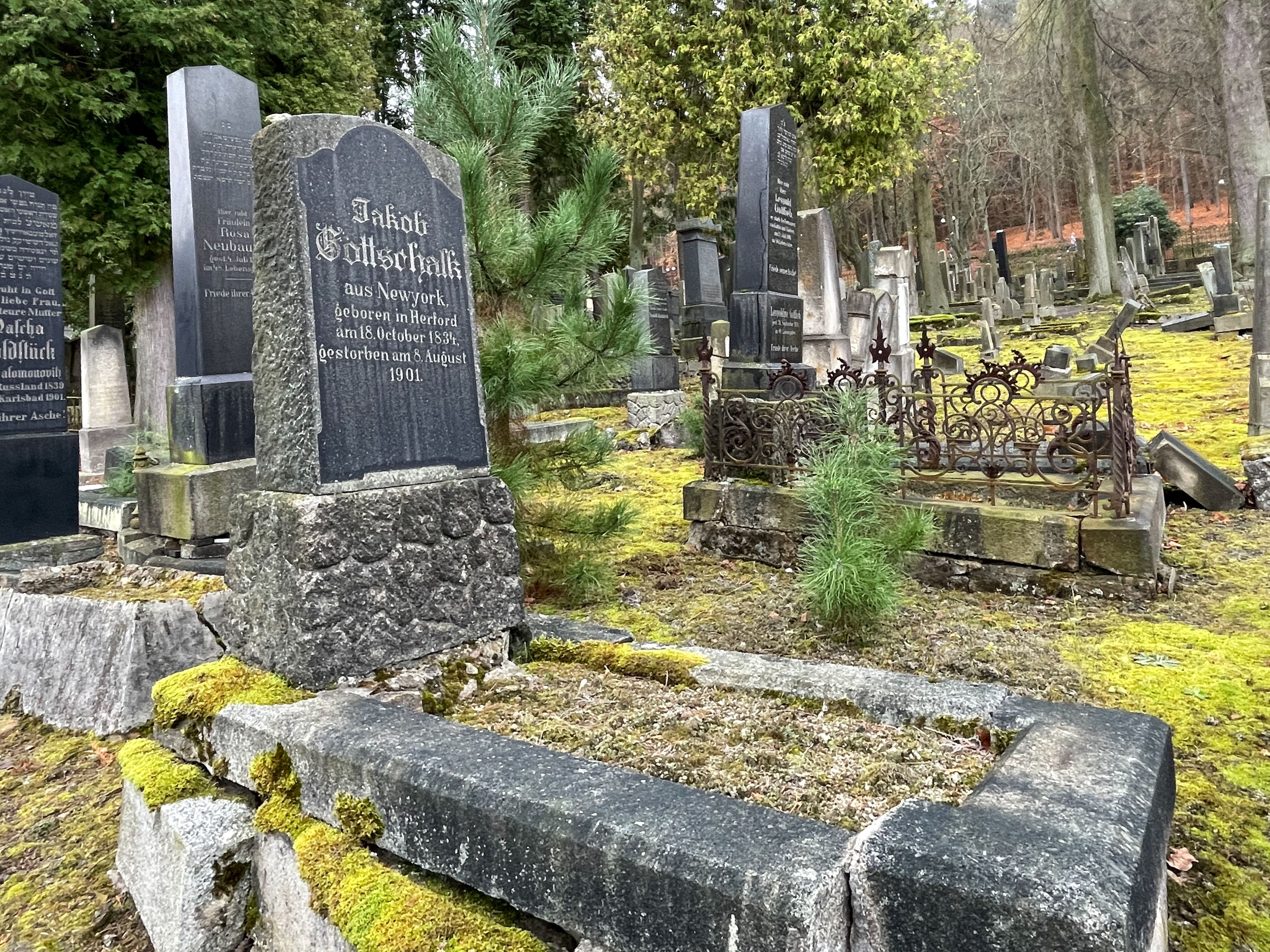
Hroby
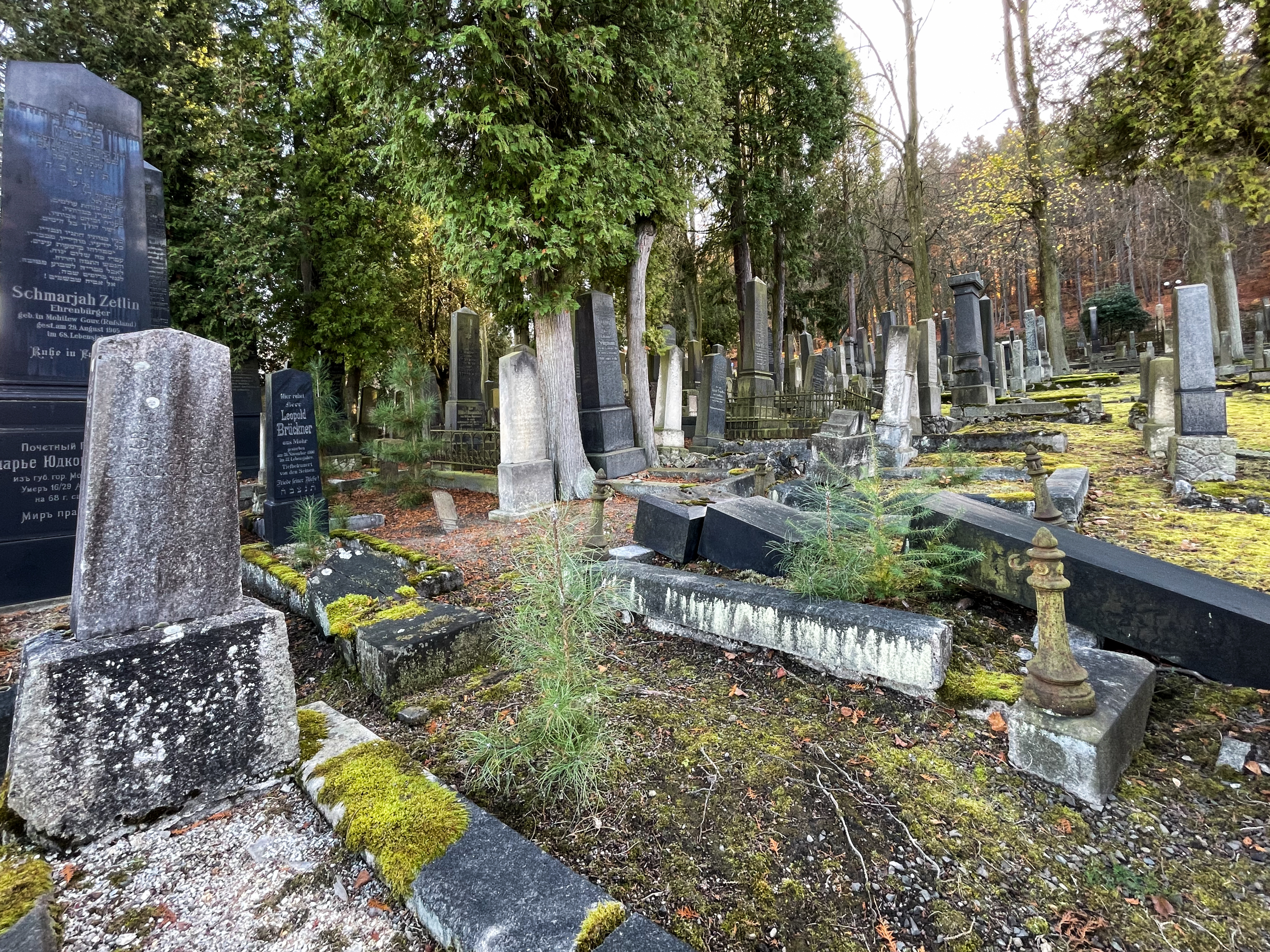
Hroby
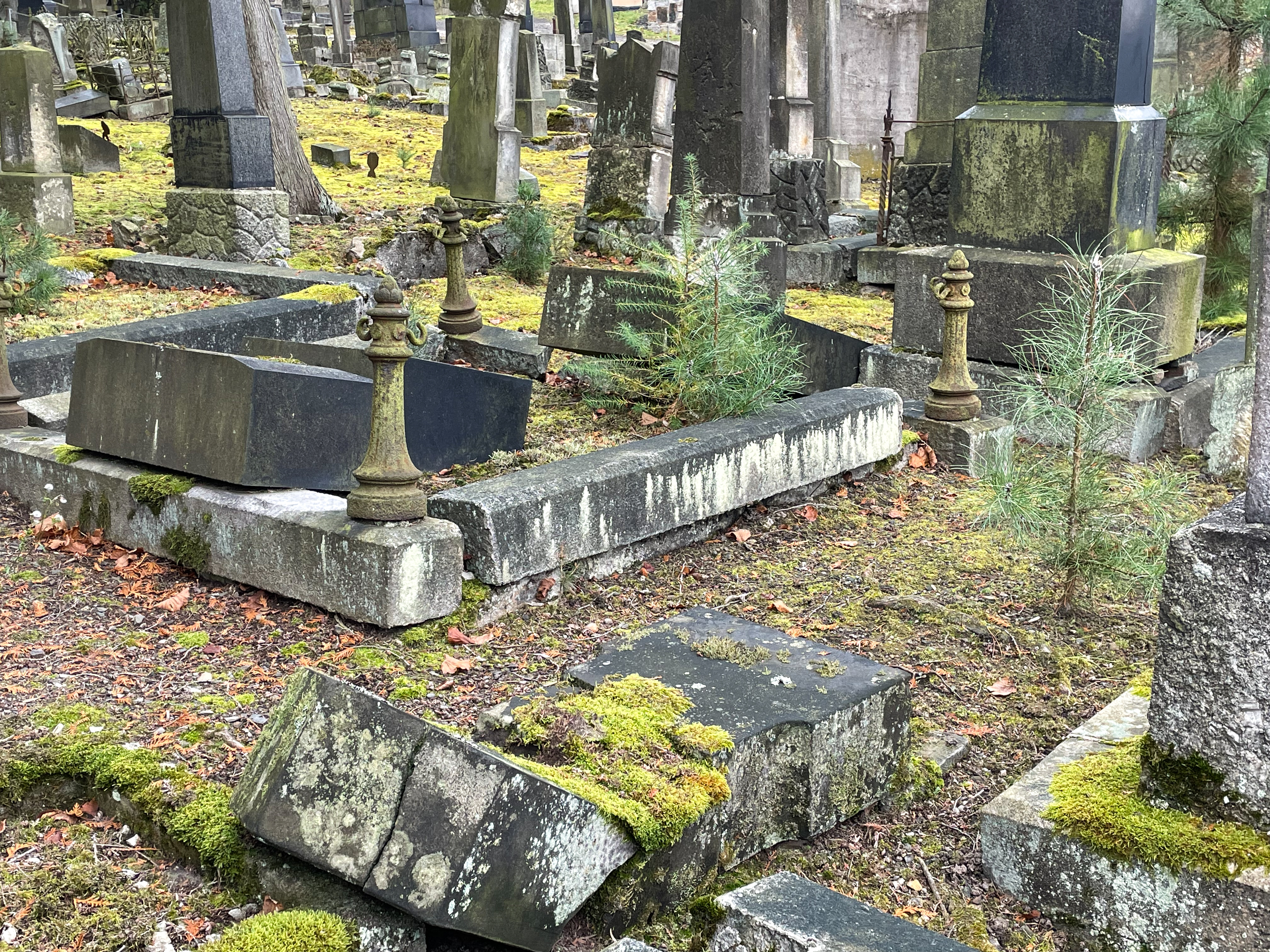
Hroby
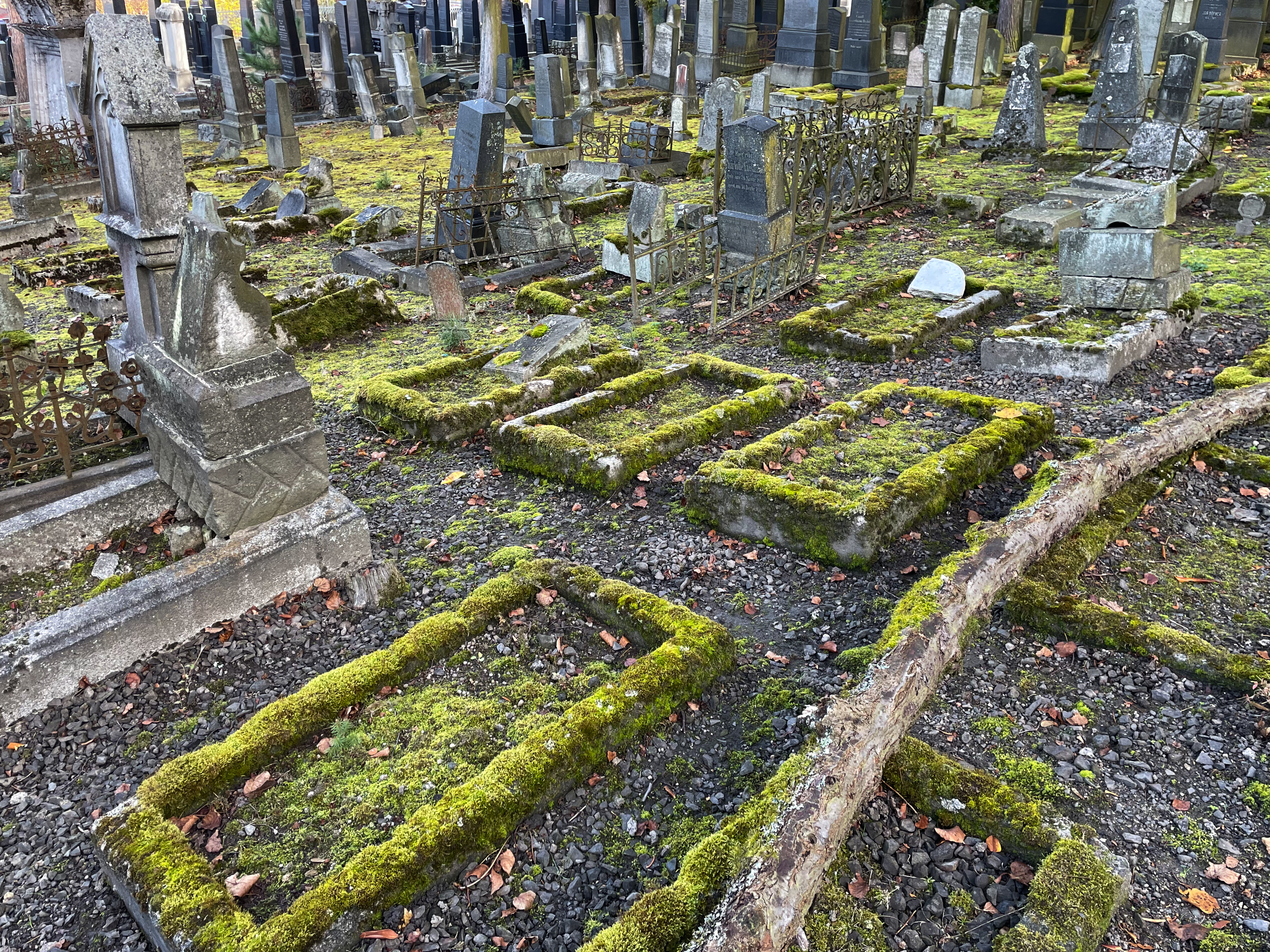
Hroby
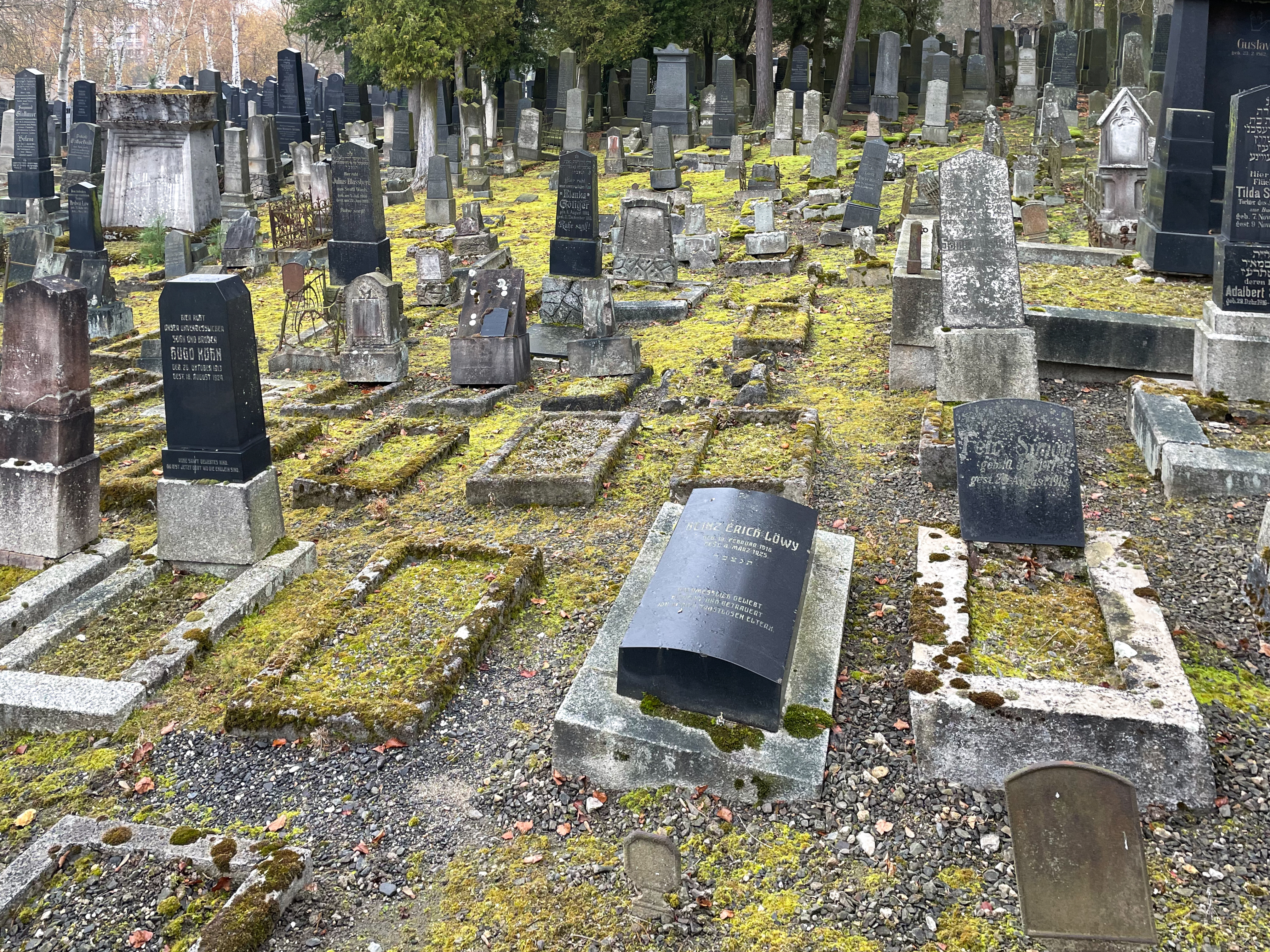
Hroby
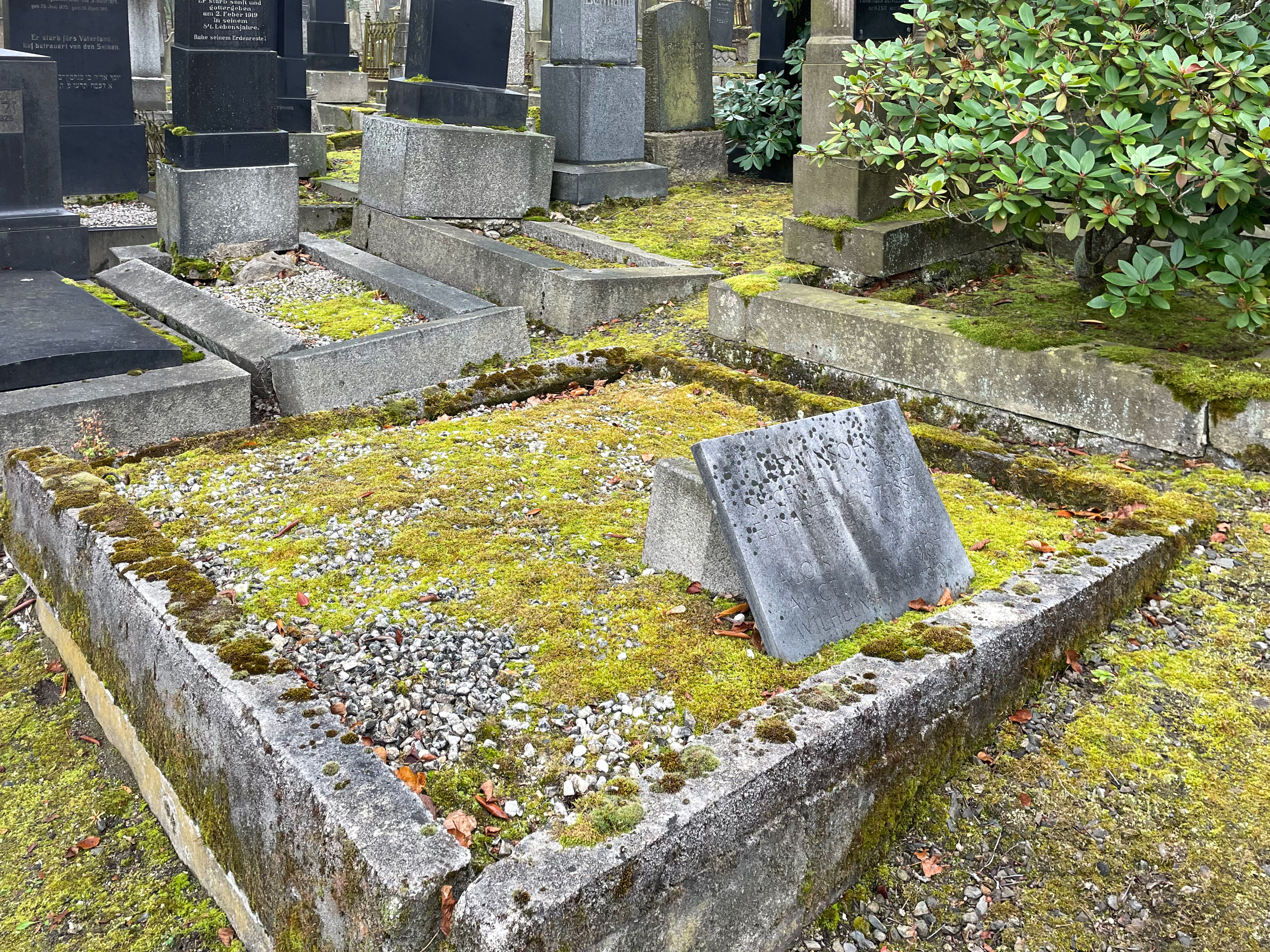
Hroby
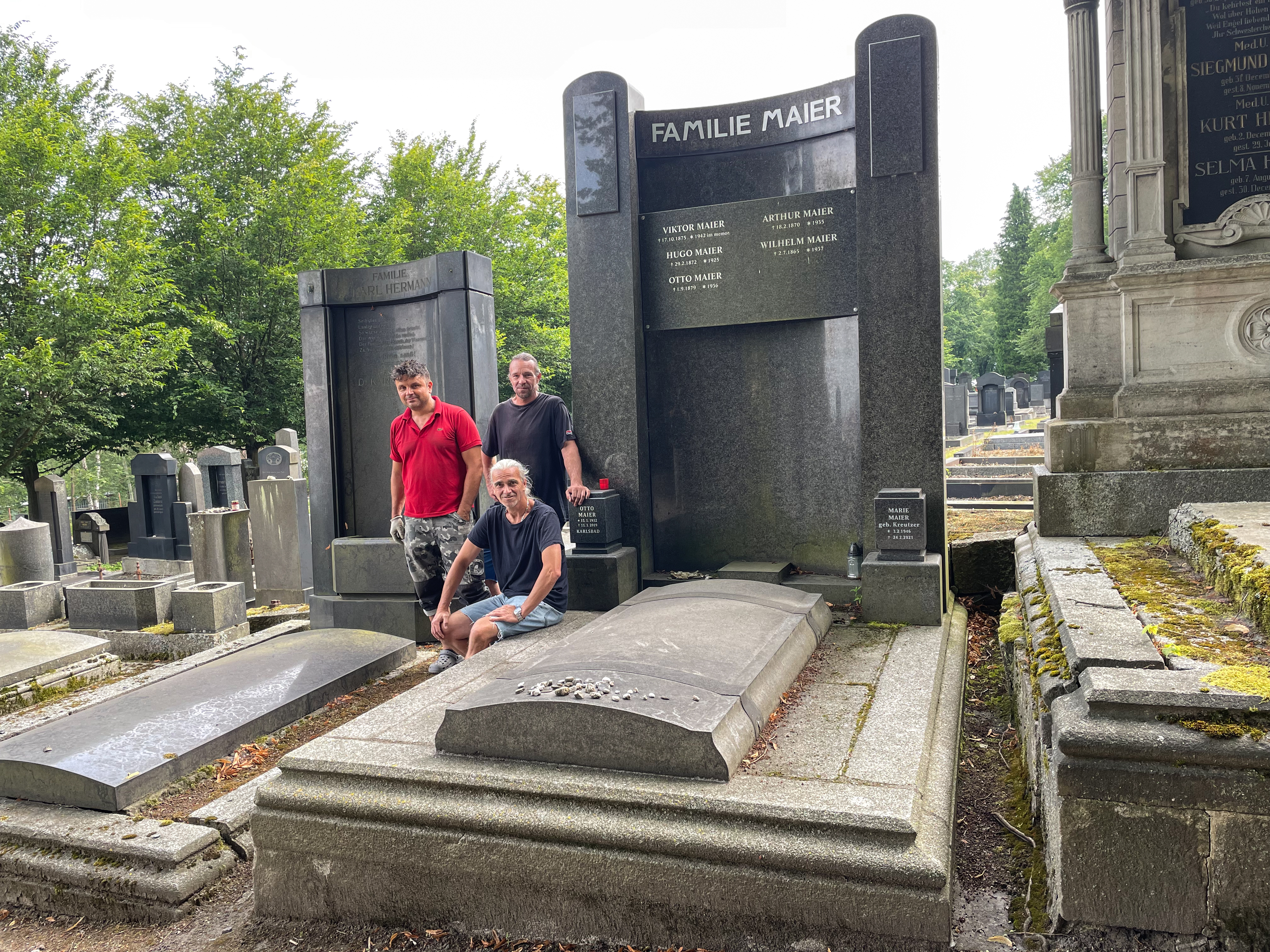
Karlovarští kameníci v roce 2021 obnovili hrob rodiny Maier